# Michaił Barclay de Tolly
Michaił Barclay de Tolly (ros. Михаил Богданович Барклай-де-Толли, Michaił Bogdanowicz Barklay de Tolly, ur. 16 grudnia?/27 grudnia 1761 w Pamūšis, zm. 14 maja?/26 maja 1818 w Wystruci) – rosyjski generał marszałek polny (od 1814) i minister wojny w czasie wyprawy Napoleona na Moskwę w 1812 roku.

## Początki kariery
Barclay de Tolly wychowywał się w Liwonii wówczas będącej częścią Cesarstwa Rosyjskiego a obecnie będącej częścią Estonii i Łotwy. Jego ojczystym językiem był niemiecki, natomiast on sam wywodził się z rodziny szkockich imigrantów, którzy przybyli do Liwonii (Ryga) w XVII wieku. Jego dziadek pełnił funkcję burmistrza Rygi, a ojciec otrzymał szlachectwo rosyjskie. Przyszły feldmarszałek zaczął służbę wojskową bardzo wcześnie (w 1776).
W latach 1788–1789 służył podczas wojny z Turcją, wyróżnił się m.in. zdobyciem Oczakowa i Akermanu. W 1790 r. uczestniczył w walkach ze Szwedami a cztery lata później brał udział w tłumieniu insurekcji kościuszkowskiej w Polsce. W 1798 r. osiągnął stopień pułkownika, a w 1799 r. generała-majora.
Wyróżnił się w wojnie z Francją w latach 1806–1807. W grudniu 1806 r. Tolly walczył z wojskami Napoleona w bitwie pod Pułtuskiem. Dowódca dywizji od 1807. 7 lutego 1807 r. został ranny w bitwie pod Pruską Iławą, wtedy też otrzymał awans do stopnia generała porucznika.
Po odbyciu rekonwalescencji Tolly wrócił do wojska w 1808 r. i dowodził korpusem w walkach ze Szwedami w czasie wojny fińskiej. W 1809 r. rozgłos w całej Europie przyniósł mu szybki śmiały marsz po zamarzniętej Zatoce Botnickiej. Dzięki temu wybiegowi udało się mu zaskoczyć armię nieprzyjaciela i zdobyć Umeę. Ten wyczyn został uwieczniony przez poetę Jewgienija Baratynskiego a sam Tolly został mianowany generałem teraz już pełnej rangi. Później otrzymał stanowisko generała-gubernatora Finlandii. Rok później w styczniu 1810 został ministrem wojny, na stanowisku tym pozostawał do września 1812 r. Jako minister wojny przyczynił się do wzmocnienia armii rosyjskiej.

## Wyprawa Napoleona
W czasie ataku Napoleona na Rosję w 1812 r. Tolly dowodził 1 Armią Zachodnią, największą formacją rosyjską, która stała naprzeciw czoła francuskiego pochodu. Jako ministrowi była mu podporządkowana także 2 Armia zachodnia. W związku z przewagą wojsk francuskich z sukcesem prowadził zorganizowane wycofanie dwóch armii. Tolly zastosował wówczas prostą, ale skuteczną taktykę spalonej ziemi, zalecił także wciągnięcie nieprzyjaciela w głąb terytorium kraju. Wykonując te plany wycofał się do wioski Carowe Zajmiszcze pomiędzy Moskwą a Smoleńskiem.
Wyznaczenie Tolly’ego na stanowisko głównodowodzącego napotykało na opór rodowitych Rosjan, którzy bali się powierzyć to stanowisko „cudzoziemcowi”, konkurenci rozpowszechniali także plotki jakoby Tolly był agentem Napoleona. Car oraz podwładni Barclaya zmusili go do wydania bitwy wojskom francuskim. Bitwa pod Smoleńskiem trwała od 17 do 18 sierpnia 1812 r. i zakończyła się porażką Rosjan. Przeciwnicy Tolly’ego rozpętali wtedy wokół niego prawdziwą burzę i w końcu zmusili go do rezygnacji i do podporządkowania się nowemu głównodowodzącemu, którym został doświadczony weteran Michaił Kutuzow.
Podczas bitwy pod Borodino 7 września 1812 r. Barclay dowodził prawym skrzydłem. W walkach wykazał wytrwałość i wielkie opanowanie oraz umiejętne dowodzenie w obronie. Uznał wybraną przez L.L Beningsena strategię obrony Moskwy za nierokującą powodzenia i poradził Kutuzowowi, aby ten poddał nieufortyfikowaną Moskwę Napoleonowi bez walki. We wrześniu 1812 musiał odejść z armii ze względu na problemy ze zdrowiem.
Po porażce Napoleona Tolly zbierał wyrazy uznania za swoją strategię walki, mimo że początkowo nie był rozumiany i nie zdobył uznania dworu carskiego. Jednak po udowodnieniu swojej skuteczności stał się osobą popularną i zyskał poważanie u cara Aleksandra I.

## Dalsza kariera wojskowa

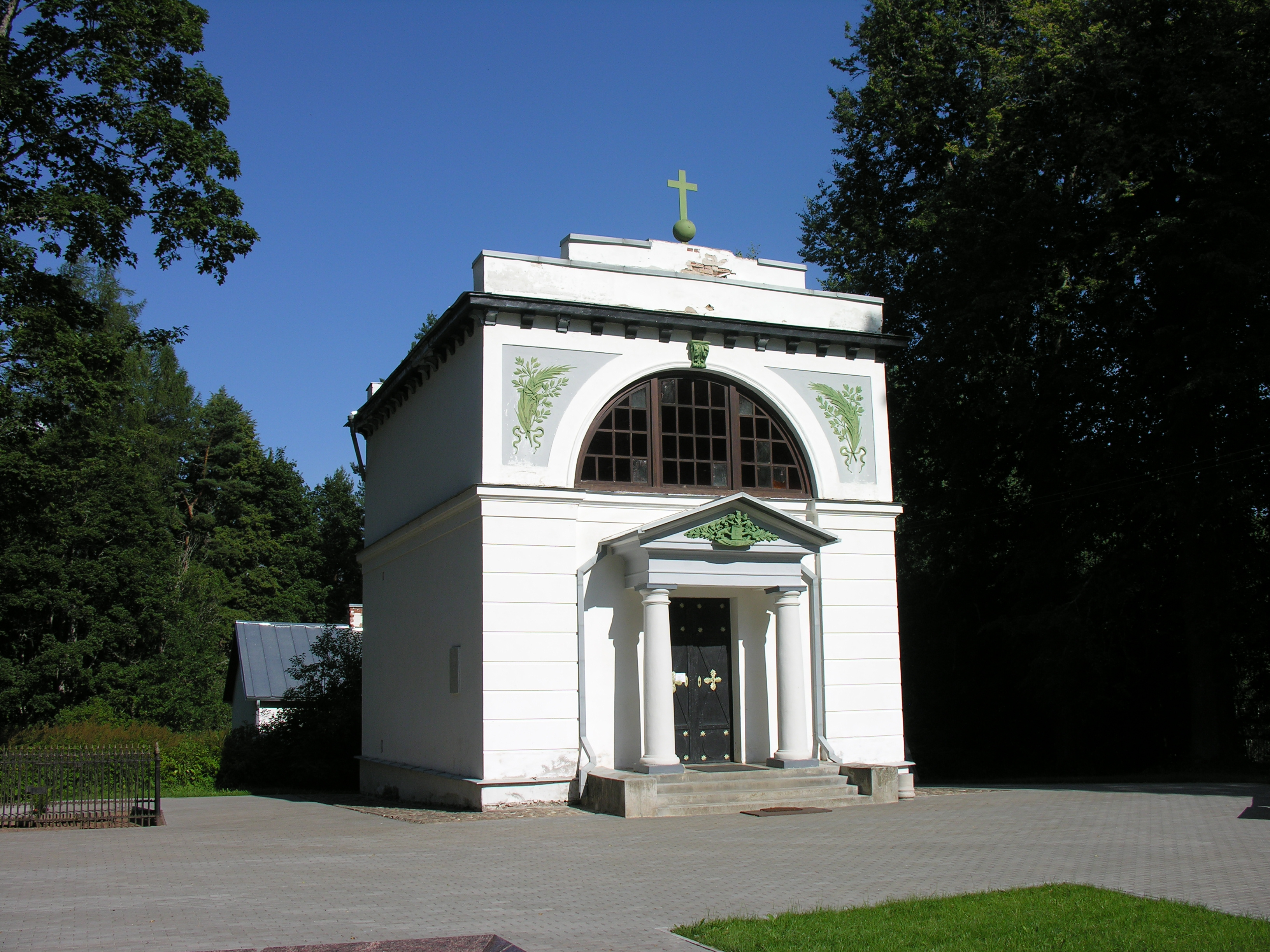
Mauzoleum Barclaya de Tolly

W lutym 1813 został wyznaczony na dowódcę 3 Armii, a zatem na dowódcę armii rosyjsko-pruskiej. Po śmierci Kutuzowa Barclay był głównodowodzącym armii rosyjskiej w bitwach pod Budziszynem – 21 maja 1813 r., Dreznem – 26 i 27 sierpnia 1813 r., Kulm – 29 i 30 sierpnia, Lipsk – 16 do 19 października 1813 r. W ostatniej z tych bitew tak skutecznie kierował posunięciami środkowej części wojsk sojuszniczych, że car nadał mu tytuł hrabiego.
W 1814 r. Tolly uczestniczył w ataku na Francję i przeprowadzał operację zajęcia Paryża. W nagrodę za to otrzymał buławę marszałka polnego. W 1815 r. znowu pełnił funkcję głównodowodzącego armii rosyjskiej, która wkroczyła do Francji. Przy końcu wojny otrzymał tytuł księcia.
Barclay de Tolly zmarł w Wystruci (Insterburgu) w Prusach 26 maja 1818 r. w czasie drogi powrotnej do Rosji. Jego zwłoki zostały zabalsamowane i złożone na terenie jego majątku do mauzoleum zaprojektowanego przez Apołłona Szedrina i Wasilija Demuta-Malinowskiego w 1823 r. w Jõgeveste w obecnej Estonii. Pałac Barclaya de Tolly został zniszczony w 1944 r., natomiast mauzoleum zachowało się w dobrym stanie i jest udostępnione do zwiedzania.
Na rozkaz cara Aleksandra I wystawiono mu pomnik przed soborem Kazańskiej Ikony Matki Bożej w Petersburgu w 1837 i w Tartu w 1849.